# Millettia aboensis
Millettia aboensis är en ärtväxtart som först beskrevs av Joseph Dalton Hooker, och fick sitt nu gällande namn av John Gilbert Baker. Millettia aboensis ingår i släktet Millettia och familjen ärtväxter. Inga underarter finns listade i Catalogue of Life.